# Dmitri Khvostov
Pour les articles homonymes, voir Khvostov.
Dmitri Grigorievitch Khvostov (en russe : Дмитрий Григорьевич Хвостов), né le 21 août 1989, à Ivanovo dans la République socialiste fédérative soviétique de Russie, est un joueur russe de basket-ball, évoluant au poste d'arrière.

## Carrière
En juin 2019, Khvostov rejoint le Zénith Saint-Pétersbourg avec lequel il signe un contrat de trois ans.

## Palmarès
- Médaille de bronze aux Jeux olympiques 2012 de Londres.